# Feuille, de Niggle
Vous lisez un « bon article » labellisé en 2011.  Il fait partie d'un « bon thème ».
Feuille, de Niggle (Leaf by Niggle) est une nouvelle de l'écrivain britannique J. R. R. Tolkien parue en 1945. L'histoire de Niggle, un peintre perfectionniste qui ne peut achever son œuvre, mais trouve néanmoins la consolation, peut s'interpréter comme une allégorie des doutes de Tolkien sur son travail d'écrivain, ou bien comme une transposition des thèmes chrétiens que sont le devenir de l'âme après la mort, le purgatoire et le paradis.

## Résumé
Niggle, « petit homme très ordinaire et assez sot », est un peintre qui n'a guère le temps de se consacrer à ses toiles, entre l'aide dont a souvent besoin son voisin, M. Parish, et les préparatifs d'un mystérieux voyage qu'il doit bientôt entreprendre. L'un de ses tableaux l'obsède en particulier, représentant un Arbre :

« Il avait commencé par une feuille prise dans le vent, mais il devint un arbre ; et l'arbre crût, poussant d'innombrables branches et lançant les plus extraordinaires racines. D'étranges oiseaux vinrent s'installer sur les ramilles, et il fallut s'en occuper. Puis, tout autour de l'Arbre, et derrière, à travers les trouées des feuilles et des branches, commença de se développer un paysage ; il y eut des aperçus d'une forêt gagnant du terrain et de montagnes couronnées de neige. »

L'automne arrive, et Niggle tombe malade en faisant une course pour Parish sous la pluie. Il doit garder le lit une semaine, mais lorsqu'il est de nouveau sur pied, et prêt à reprendre le travail sur l'Arbre, le moment est venu pour lui de partir en voyage. Niggle abandonne à contrecœur sa toile et arrive dans un étrange Asile où il doit travailler dur, un travail qui lui apporte néanmoins une certaine forme de satisfaction. Deux Voix mystérieuses entreprennent de le juger, et la plus amicale des deux l'emporte : Niggle est autorisé à passer « au stade suivant ». Un train emporte Niggle loin de l'Asile, dans une région verdoyante, et Niggle y fait une découverte extraordinaire : son Arbre a pris vie.

« Devant lui se dressait l'Arbre, son Arbre, achevé. Si l'on pouvait dire cela d'un Arbre vivant, dont les feuilles s'ouvraient, dont les branches croissantes se courbaient dans le vent que Niggle avait si souvent ressenti ou deviné et qu'il avait si souvent échoué à rendre. Contemplant l'Arbre, il leva les bras et les ouvrit tout grand.
— C'est un don ! dit-il. »

Niggle se promène dans la contrée alentour, retrouvant la forêt et les montagnes de son tableau, et finit par tomber sur Parish. Tous deux commencent à construire une petite maison, travaillant ensemble et profitant des bienfaits de la nature. Niggle ressent finalement le besoin de poursuivre sa route, et il part vers les montagnes. La « retraite » qu'il a édifiée avec Parish offre ses bienfaits à d'autres après lui, tandis que dans la ville d'où il est parti, une discussion entre deux conseillers municipaux révèle qu'il ne reste plus rien de lui, sinon un fragment de sa grande toile, laquelle a été utilisée pour réparer la maison de Parish après son départ. Ce fragment, « une merveilleuse feuille », est finalement détruit par un incendie et, avec cette « Feuille, de Niggle » disparaît le dernier souvenir du peintre.

## Rédaction et publication
Malgré les affirmations ultérieures de Tolkien selon lesquelles Feuille, de Niggle aurait été rédigée vers 1938-1939, avant l'éclatement de la Seconde Guerre mondiale, il semble en fait qu'il faille dater la nouvelle du printemps 1942. En effet, en avril 1943, Tolkien écrit au poète Alan Rook (en) en mentionnant une histoire parlant de « tableaux » qu'il a écrite « à la même époque l'année dernière ». Contrairement à son habitude, Tolkien ne rencontre aucune difficulté dans la rédaction de cette nouvelle : il se réveille un matin avec l'histoire déjà complète en tête, la rédige en quelques heures et ne la corrige presque pas par la suite,,.
En septembre 1944, Tolkien reçoit une lettre de T. S. Gregory, éditeur du périodique catholique irlandais The Dublin Review, qui lui demande quelque chose à publier, en vers ou en prose. Tolkien lui envoie Feuille, de Niggle, qui paraît en janvier 1945 dans le numéro 432 du journal. Cette première parution passe presque totalement inaperçue en dehors du « petit cercle » de proches de Tolkien, hormis pour une critique admirative de l'écrivain pour enfants David Severn, fils de Stanley Unwin, l'éditeur de Tolkien. Severn suggère à son père de publier cette nouvelle avec d'autres textes courts de Tolkien. Finalement, Allen & Unwin réédite Feuille, de Niggle avec l'essai théorique Du conte de fées dans le recueil Tree and Leaf, en 1964.
Le conte a été réédité dans divers recueils de textes courts de Tolkien, notamment The Tolkien Reader (1966), Poems and Stories (1980) et Tales from the Perilous Realm (1997, réédité en 2008 avec des illustrations d'Alan Lee). En France, la traduction du conte par Francis Ledoux est parue chez Christian Bourgois dans le recueil Faërie (1974), accompagnée des contes Le Fermier Gilles de Ham et Smith de Grand Wootton, ainsi que de l'essai Du conte de fées. Ce recueil a été réédité avec d'autres textes en 2003 sous le titre Faërie et autres textes.

## Thèmes et analyses

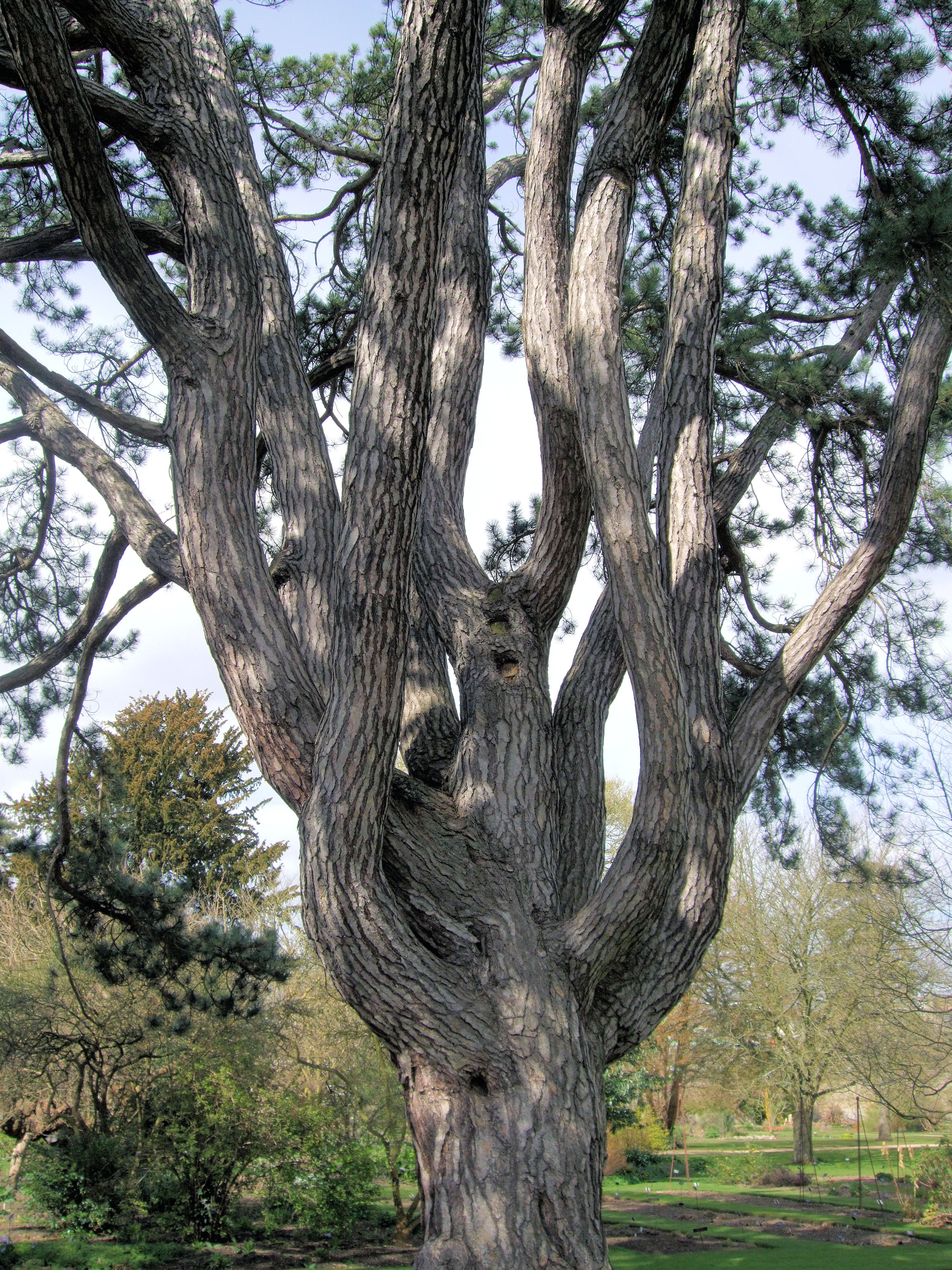
Le symbole de l'Arbre, de la toile de Niggle à l'arbre « achevé », est au cœur de l'histoire. Tolkien aime beaucoup les arbres, et ce pin noir du jardin botanique de l'université d'Oxford est un de ses préférés. La dernière photo connue de l'écrivain a été prise à son pied en août 1973.

L'antipathie de Tolkien pour l'allégorie est bien connue, mais Feuille, de Niggle semble être l'exception à la règle : il la qualifie lui-même d'« allégorique » dans une lettre de 1954. Il nuance cette affirmation quelques années plus tard, dans une lettre à sa tante Jane Neave, en expliquant que « Niggle est pensé comme une personne réelle au caractère complexe, et non une « allégorie » d'un vice ou d'une vertu unique ». Il se rappelle également un incident qui a pu lui inspirer la nouvelle : une voisine qui exigeait que l'on abatte un grand peuplier sans raison valable. « Tout arbre a son ennemi, peu d'entre eux ont un défenseur. » Tolkien indique également à plusieurs reprises que la naissance de l'histoire était liée à ses propres inquiétudes concernant Le Seigneur des anneaux, à une époque où il doutait d'arriver à terminer la rédaction de cet ouvrage conséquent, et Tom Shippey y discerne également la crainte que ses œuvres de fiction ne sombrent dans l'oubli après sa mort.
Les principales interprétations allégoriques de Feuille, de Niggle sont d'ordre autobiographique ou religieux. Selon Tom Shippey, Niggle, lent et méticuleux, représenterait Tolkien, et le voyage qu'il doit entreprendre serait une allégorie de la mort — une image similaire apparaît dans le poème anglo-saxon Bede's Death Song. Toujours selon Shippey, le grand tableau de Niggle serait le légendaire, la Terre du Milieu, qui attire à lui les autres œuvres de l'artiste et le distrait des tâches quotidiennes auxquelles il est censé se consacrer : son jardin pour Niggle, ses travaux académiques pour Tolkien — Shippey souligne le très faible nombre d'articles universitaires publiés par Tolkien après 1940. Parish représenterait alors une autre facette de Tolkien, plus « responsable » et « productif » que Niggle ; leurs retrouvailles à la fin de l'histoire et leur travail ensemble seraient une conciliation de ces deux facettes à laquelle Tolkien souhaitait parvenir.
Pour Jane Chance, Feuille, de Niggle est « l'œuvre la plus fortement chrétienne et allégorique de Tolkien », et illustre plusieurs concepts présentés dans l'Ancrene Wisse, une règle monastique médiévale sur laquelle Tolkien a beaucoup travaillé. Niggle lui-même représente, avec Parish, l'opposition éternelle entre l'âme et le corps charnel. L'arbre de Niggle est l'arbre de vie, trait d'union entre la terre des hommes, monde moderne qui ne jure que par ce qui est « utile » (Parish et les conseillers municipaux illustrent ce point de vue), et le paradis auquel Niggle accède après son passage dans l'Asile (le purgatoire). Les deux Voix qui le jugent représenteraient respectivement le Dieu de l'Ancien Testament, terrible et sévère, et le Christ, que sa compassion pousse à porter un regard favorable sur le peintre. Le texte illustre finalement les trois principales fonctions du conte de fées définies par Tolkien dans son essai Du conte de fées : recouvrement, évasion, consolation.

## Adaptations
En 1992, Brian Sibley adapte Feuille, de Niggle pour la BBC Radio 4 dans le cadre d'une série d'adaptations radiophoniques de textes courts de Tolkien, Tales from the Perilous Realm. Outre Feuille, de Niggle, cette série comprend des adaptations de Smith de Grand Wootton, du Fermier Gilles de Ham, ainsi que des chapitres du Seigneur des anneaux consacrés à Tom Bombadil que Sibley et Michael Bakewell n'avaient pu inclure dans leur adaptation antérieure de ce roman, faute de temps. Cette adaptation a été éditée commercialement l'année suivante. Un livre audio lu par l'acteur Derek Jacobi est paru en 1999.